# Donetes (minisèrie)
|  | Aquest article tracta sobre Donetes (minisèrie). Vegeu-ne altres significats a «Donetes». |

Donetes (títol original en anglès: Little Women) és una minisèrie dels Estats Units del 1978, dirigida per David Lowell Rich, tercera adaptació de la novel·la homònima de Louisa May Alcott (1868).

## Argument[1]
Quatre joves germanes realitzen un aprenentatge, de vegades dolorós, de vegades fascinant, de la vida i de l'amor. Van creixent i abandonen, una a una, la llar per casar-se i crearfamília pròpia. Només es queda Jo, que vol ser escriptora. Malgrat que té la sensació que per a ella ja no és possible la felicitat, continua escrivint i reeix publicar la seva primera obra.

## Repartiment
- Susan Dey: Josephine "Jo" March
- Dorothy McGuire: Abigail "Marmee" March
- Meredith Baxter: Margareth "Meg" March
- Ann Dusenberry: Amy March
- Eve Plumb: Elizabeth "Beth" March
- Greer Garson: tia Kathryn March
- Robert Young: James Lawrence
- Richard Gilliland: Theodore 'Laurie' Lawrence
- Cliff Potts: John Brooke
- William Shatner: Professor Friedrich Bhaer